# Кузнецов, Владимир Иванович (Герой Советского Союза)
Влади́мир Ива́нович Кузнецо́в (16 июня 1916 — 10 апреля 1987) — советский офицер, во время Великой Отечественной войны командир взвода 276-го гвардейского стрелкового полка 92-й гвардейской стрелковой дивизии (37-я армия, 3-й Украинский фронт), гвардии младший лейтенант. Герой Советского Союза (1944).

## Биография
Родился 16 июня 1916 года на хуторе Рожки Клетского юрта Области Войска Донского (ныне Суровикинский район Волгоградской области) в крестьянской семье. Русский. В 1933 году окончил 7 классов неполной средней школы в поселке Суровикино. В 1934 году окончил ФЗУ в городе Сталинград и работал дежурным электростанции «СталГРЭС». С 1935 по 1938 годы работал на шахте «1-бис» треста «Краснодонуголь» слесарем по ремонту подземных электровозов. В 1938 году руководством шахты переведен руководителем кружка народных инструментов при клубе имени Горького города Краснодон, а позже был директором этого клуба. Среди воспитанников оркестра были будущие «молодогвардейцы» Сергей Тюленин, Любовь Шевцова, Ульяна Громова, Виктор Третьякевич, Евгений Мошков и другие.
В 1941 году призван в РККА, в город Шостка Сумской области. С началом Великой Отечественной войны воинскую часть перевели на Урал. В 1942 году направлен на учёбу в пехотное училище в город Тюмень, однако закончить его не пришлось. В августе 1942 года курсантов училища и моряков Тихоокеанского флота собрали в селах Курьи и Алтынай Сухоложского района Свердловской области. После кратковременной боевой подготовки сформирована 93-я отдельная стрелковая бригада (командир бригады — подполковник И. З. Галай). В октябре 1942 года бригада выгрузилась на железнодорожной станции Харабали и оттуда пешим маршем, преимущественно ночью, прибыла под Сталинград, в район Бекетовки.
Боевое крещение командир взвода 4-го отдельного стрелкового батальона 93-й отдельной стрелковой бригады младший лейтенант Владимир Кузнецов принял 20 октября 1942 года в бою за сад Лапшина и высоту 145,5 (Лысая Гора) в составе 7-го стрелкового корпуса генерала Горячева С. Г. За активное участие в разгроме врага под Сталинградом, бригада переименована в 12-ю гвардейскую отдельную стрелковую бригаду. В марте 1943 года бригада переброшена в район Курской дуги. Здесь, после доукомплектования, переформирована в 92-ю гвардейскую стрелковую дивизию. В июле 1943 года принимал участие в боях на территории Белгородской области и под Воронежем, в освобождении Украины, Молдавии.
В сентябре 1943 года 92-я гвардейская стрелковая дивизия передана в состав Степного фронта и прибыла на Кременчугское направление. 27 сентября с тяжелыми боями был освобожден населенный пункт Колеберда, части дивизии вышли к берегу Днепра. Командир 276 гвардейского стрелкового полка подполковник Симонов М. Е. отдал приказ форсировать реку с ходу, на подручных средствах. Под руководством полкового инженера майора Попкова В. были сооружены плоты. Командир 1-го стрелкового батальона капитан Осадчий А. А. отдал приказ младшему лейтенанту Владимиру Кузнецову: «Переправиться на правый берег Днепра, любой ценой захватить плацдарм, закрепиться на нём и держаться, пока не переправятся основные силы полка».
В ночь на 30 сентября 1943 года взвод младшего лейтенанта Владимира Кузнецова одним из первых в полку форсировал реку Днепр в районе села Успенка (ныне Онуфриевский район Кировоградская область), захватили плацдарм на правом берегу и под непрерывным огнём противника в течение четырёх суток удерживали его до подхода подкрепления. На участке обороны взвода неоднократно противник пытался прорвать оборону, применяя танки, но безуспешно. Командир взвода младший лейтенант Владимир Кузнецов связкой гранат и бутылками с зажигательной смесью поджег два танка противника.
Указом Президиума Верховного Совета СССР «О присвоении звания Героя Советского Союза офицерскому, сержантскому и рядовому составу Красной Армии» от 22 февраля 1944 года за «образцовое выполнение боевых заданий командования при форсировании реки Днепр, развитие боевых успехов на правом берегу реки и проявленные при этом отвагу и геройство» был удостоен звания Героя Советского Союза с вручением ордена Ленина и медали «Золотая Звезда». Награда была вручена 23 декабря 1944 года.
В январе 1945 года признан негодным к строевой службе по состоянию здоровья и уволен в запас в воинском звании «гвардии лейтенант».
С января 1948 года проживал в городе Первомайск Николаевской области. Работал заместителем директора школы ФЗУ № 9, начальником ПК СМУ-6 союзного треста «Сахарстрой», директором школы по подготовке кадров этого же треста, мастером СМУ-4. С 1962 года до выхода на пенсию — старший инженер ПТО камнедробильного завода «Гранит».
С января 1978 года — на пенсии. Вёл активную патриотическую работу среди молодёжи.
Умер 10 апреля 1987 года. Похоронен в Первомайске на кладбище по Каменномостовской улице.

## Награды
- Медаль «Золотая Звезда» Героя Советского Союза № 4751 (22.02.1944);
- орден Ленина (22.02.1944);
- орден Отечественной войны 1 степени (1985);
- медаль «За боевые заслуги» (1943);
- медаль «В ознаменование 100-летия со дня рождения Владимира Ильича Ленина»;
- медаль «За оборону Сталинграда» (1943);
- медаль «За победу над Германией в Великой Отечественной войне 1941—1945 гг.»;
- медаль «Двадцать лет победы в Великой Отечественной войне 1941—1945 гг.»;
- медаль «Тридцать лет Победы в Великой Отечественной войне 1941—1945 гг.»;
- медаль «Сорок лет победы в Великой Отечественной войне 1941—1945 гг.»;
- медаль «50 лет Вооружённых Сил СССР»;
- медаль «60 лет Вооружённых Сил СССР».